# خون‌بازی
خون‌بازی نام شیوه‌ای تفریحی در میان معتادان تزریقی است که طی آن، افراد معمولاً بعد از مخلوط کردن مواد مخدر، مقداری از خون را داخل سرنگ می‌کشند و بعد از تکان دادن سرنگ، دوباره آن را مصرف می‌کنند و گاهی هم همین خون آلوده به مواد مخدر را با سرنگ مشترک به اشتراک می‌گذارند. مواد مخدر رایج در این کار، معمولاً هروئین و کوکایین است. در این کار، خطرِ انتقال ویروس ایدز بسیار بالاست.
در سال‌های اخیر، اصطلاح «خون‌بازی» برای اشاره به پدیدهٔ دیگری به‌شکل خودزنی نیز به کار می‌رود که در میان نوجوانان شیوع یافته و آن اینکه افراد برای لذت و خودنمایی، بدن خود و به‌ویژه دست‌هایشان را زخمی می‌کنند.